# Санни Маккей
Санни Маккей (англ. Sunny McKay, род. 6 мая 1969, Австралия) — австралийская порноактриса, лауреат премий AVN Awards и XRCO Award.

## Биография
Родилась 6 мая 1969 года в Австралии. Дебютировала в порноиндустрии в 1990 году, в возрасте около 21 года.
Снималась для таких студий, как Arrow Productions, Caballero Home Video, Evil Angel, VCA, Vivid Entertainment, Western Visuals и других.
В 1990 году снялась в сцене группового секса в Buttman's Ultimate Workout студии Evil Angel, и вместе с Александрой Куинн и Рокко Сиффреди в следующем году получила AVN Awards и XRCO Award в категориях «Лучшая сцена группового секса — видео» и «секс-сцена года». Сцена была вырезана из последующих переизданий фильма, так как выяснилось, что на момент съёмок Александре Куинн не было 21 года.
Ушла из индустрии в 1994 году, снявшись в 112 фильмах.

## Награды
| Год  | Церемония  | Результат | Номинация                                                                           | Работа                     |
| ---- | ---------- | --------- | ----------------------------------------------------------------------------------- | -------------------------- |
| 1991 | AVN Awards | Победа    | Лучшая сцена группового секса — видео (вместе с Александрой Куинн и Рокко Сиффреди) | Buttman’s Ultimate Workout |
| 1991 | XRCO Award | Победа    | Сексуальная сцена года (вместе с Александрой Куинн и Рокко Сиффреди)                | Buttman’s Ultimate Workout |